# Lessard Lake
Lessard Lake är en sjö i Kanada.   Den ligger i provinsen Alberta, i den centrala delen av landet, 2 900 km väster om huvudstaden Ottawa. Lessard Lake ligger 738 meter över havet. Arean är 3,0 kvadratkilometer. Den sträcker sig 2,1 kilometer i nord-sydlig riktning, och 2,6 kilometer i öst-västlig riktning.
Omgivningarna runt Lessard Lake är en mosaik av jordbruksmark och naturlig växtlighet. Runt Lessard Lake är det mycket glesbefolkat, med 3 invånare per kvadratkilometer.